# Ferrante III Gonzaga
Ferrante III Gonzaga, em Italiano Ferrante III ou Ferdinando III Gonzaga (4 de abril de 1618 – 11 de janeiro de 1678), foi um nobre italiano, Duque de Guastalla e Príncipe de Molfetta, pertencente ao ramo dito de Guastalla, da Casa de Gonzaga.

## Biografia
Ferrante era filho de César II Gonzaga, Duque de Guastalla e Duque de Amalfi, e de Isabel Orsini.
Em 1632 sucedeu a seu pai no vasto património familiar. No entanto, o peso das dívidas familiares, impôs a alienação de diversos bens: em 1638 foram vendidos os feudos napolitanos menos significativos e, já em 1640, foi a vez do Principado de Molfetta, cedido à família Doria, que se encontrava entre os principais credores.
Em 1639 é investido como cavaleiro da Ordem de San Jago e Comendador de Villahermosa.

## Casamento e descendência
Em 25 de junho de 1647, Ferrante III casou com Margarida d’Este (1619–1692), filha de Afonso III d'Este, Duque de Módena e Reggio. Dos seis filhos deste casamento, apenas duas raparigas atingiram a idade adulta:
- Isabel (Isabella) (m. 1653);
- Reinaldo (Rinaldo) (1652 – 1657);
- César (Cesare) (1653 – 1666);
- Ana Isabel (Anna Isabella) (1655–1703), que casou com Fernando Carlos I Gonzaga, duque de Mântua e Monferrato;
- Maria Vitória (Maria Vittoria) (1659 –1707), que casou com o seu primo Vicente Gonzaga.
- Vicente (Vincenzo) (m. 1665/66).

## Sucessão
Quando Ferrante III morre sem herdeiros masculinos, o Ducado de Guastalla foi formalmente incluído no Ducado de Milão, embora sendo governando, entre 1678 e 1692, pelo Duque de Mântua, Fernando Carlos Gonzaga, do ramo dos Gonzaga-Nevers, que casara com a filha mais velha de Ferrante III, Ana Isabel Gonzaga.
Na sequência da Guerra da Sucessão de Espanha, e após a intervenção austríaca, Fernando Carlos acaba por ceder Guastalla ao seu cunhado Vicente Gonzaga (marido da segunda filha de Ferrante III).

## Ligações Externas
- EN Genealogia dos Gonzaga, Euweb.cz
- IT Genealogia dos Gonzaga, Libro d’Oro della Nobilittà Mediterranea